# Cervantes (Australia Occidental)
Cervantes es un pueblo de pescadores de la región de Wheatbelt de Australia Occidental . Se encuentra en el océano Índico, 198 kilómetros al norte de Perth, 227 kilómetros al sur de Geraldton y 24 kilómetros al sur de la bahía de Jurien.

## Historia
Los aborígenes Juat Nyungah eran los habitantes originales de la región.
Los exploradores europeos exploraron las costas de Australia desde el siglo XVII. Hacia 1801, Nicolas Baudin cartografió grandes partes de la costa oeste y llamó a un gran número de topónimos de la región. En 1844, un barco llamado Cervantes atascó en una isla a una milla de la cabeza de Thirsty Point donde estaba anclado. La isla recibió el nombre de Cervantes en honor al barco.
En la década de 1950 varios pescadores se establecieron en Thirsty Point. El gobierno decidió en 1962 separar 505 hectáreas del ángulo noroeste del parque nacional de Nambung para establecer un pueblo. Cervantes se fundó oficialmente en 1963. El pueblo de pescadores recibió el nombre de la isla que Baudin pensó erróneamente que la había bautizado en honor del escritor español Miguel de Cervantes . Debido a esa idea equivocada, un gran número de calles de Cervantes recibieron nombres españoles.

## sigloXXI
Cervantes es un pueblo de pescadores que forma parte del área del gobierno local de la Comarca de Dandaragan. Hay una fábrica de procesamiento de langosta. Es un destino vacacional con tres muelles, un motel y un aparcamiento para caravanas.
En 2021, Cervantes tenía 480 habitantes frente a los 503 de 2006.

### Parque eólico de Emu Downs
En 2006 se estableció un parque eólico con 48 aerogeneradores cerca de Cervantes. Suministra 80 MW de energía que utiliza la planta desalinizadora de agua de mar de Perth, 260 kilómetros más al sur, para convertir el agua de mar en agua potable. La planta desalinizadora suministra el 20% del agua potable de Perth. En 2017 se sumó un parque de placas solares que suministra 20 MW para absorber la caída que experimenta el parque eólico durante el día.

## Turismo
Hay varios atractivos turísticos cerca de Cervantes:
- Parque Nacional de Nambung con el Pinnacles Desert .
- El lago Thetis contiene trombolitas.[10]
- The Lobster Shack organiza visitas a la planta de procesamiento de langosta, cruceros y ofrece comidas en un restaurante.
- La Cervantes Art Trail es una ruta artística del pueblo.[11]
- Desde Thirsty Point se pueden ver las islas Cervantes . Hay windsurf y kitesurf .[11]

## Clima
Cervantes tiene un clima mediterráneo cálido, según la clasificación climática de Köppen . La temperatura media anual ronda los 18,5 °C. La precipitación media anual es de unos 580 mm.